# Villa Adilslund
Villa Adilslund var en byggnad i Karlskoga.
Namnet kommer från dess första ägare, Adil Ekblom, som flyttade in i det nybyggda huset 1876. Huset låg på tomten mellan Badstugatan och Kyrkogårdsgatan i centrala Karlskoga användes under en tid som gästgivargård. I början av 1920-talet byggdes Villa Adilslund om för att fungera som veterinärbostad. Första veterinären i huset var Johannes Bjurström, följd av Ruben Thorén, som senare flyttade till Örebro.